# Vlajka Svatého Vincence a Grenadin

Vlajka Svatého Vincence a Grenadin
Poměr stran: 2:3, dříve 5:8

Vlajka Svatého Vincence a Grenadin má tři svislé pruhy, modrý, žlutý a zelený (v poměru šířek 1:2:1) a uprostřed tři zelené kosočtverce (tzv. routy) uspořádané do tvaru písmena V (Vincent). Poměr stran vlajky se uváděl v době zavedení (1985) jako 5:8, v současnosti je uváděn poměr stran 2:3.
Modrá barva symbolizuje oblohu a Karibské moře, žlutá teplo a tropické slunce, zelená úrodnou vegetaci. Kosočtverce představují diamanty a pluralitu ostrovů v národě. Podle některých zdrojů vyjadřují, že jsou ostrovy diamanty Malých Antil.

Rozměry vlajky Svatého Vincence a Grenadin

Vlajka byla zavedena 21. října 1985 po volebním vítězství Nové demokratické strany a vystřídala vlajku užívanou od získání nezávislosti roku 1979. V soutěži zvítězil návrh švýcarského grafika Juliena van der Whaala, který uspěl mezi více než 150 návrhy. Poražená Dělnická strana oznámila, že v případě svého volebního vítězství se opět vrátí k původní vlajce. Zatím se tak však nestalo.

## Historie
Ostrov Svatý Vincenc byl údajně objeven janovským mořeplavcem ve službách Španělska Kryštofem Kolumbem dne 22. ledna, tedy na den svatého Vincence. Rok je však nejistý, zdroje hovoří o letech 1493, 1498, 1502 či o pouhém proplutí okolo ostrova. Ostrov byl ale nazván Isla de San Vincente. Karibové (původní obyvatelé) ostrov nazývali Hairoun, což v překladu znamená požehnaná zem. V roce 1627 získal ostrov lord Carlisle[kdo?]. V letech 1763–1783 o ostrov soupeřili Francouzi s Brity. Versailleská smlouva přiřkla roku 1783 ostrov Velké Británii a ten se tak stal britskou korunní kolonií Svatý Vincenc. Prvními vlajkami, které se prokazatelně začaly na ostrově vyvěšovat, byly tehdejší britské vlajky.
Roku 1833 se ostrov stal (společně s Barbadosem, Grenadou a Tobagem) součástí federativní britské kolonie Návětrné ostrovy. Nebyla zavedena žádná nová vlajka. Stalo se tak až v roce 1877, kdy se začala používat zvláštní vlajka pro kolonii Svatý Vincenc. Jednalo se o modrou služební vlajku (Blue Ensign) s vlajkovým emblémem (anglicky badge) Svatého Vincence ve vlající části. Vlajka je podobná vlajce z roku 1907, emblém obsahoval nápis ST. VINCENT.
V roce 1886 byl zaveden nový emblém, užíván byl však pouze na vlajce vrchního guvernéra Návětrných ostrovů. Emblém se v dalších letech mírně měnil (koruna).
Roku 1907 byl emblém mírně upraven, a v této souvislosti došlo i ke změně vlajky. Emblém poté obsahoval nápis PAX ET JUSTICIA (Mír a spravedlnost).
V roce 1956 byla kolonie Návětrné ostrovy zrušena a Svatý Vincenc se opět stal samostatnou kolonií. 3. ledna 1958 se ale stal členem Západoindické federace (spolu s ním federaci tvořili: Antigua, Barbados, Dominika, Grenada, Jamajka, Kajmanské ostrovy, Montserrat, Svatý Kryštof a Nevis, Anguilla, Svatá Lucie, Trinidad a Tobago a Turks a Caicos). Vlajka ostrova z roku 1907 zůstala v platnosti, na mezinárodní úrovni užíval ostrov vlajku federace. Ta se užívala nejčastěji s poměrem stran 1:2. 31. května 1962 byla federace oficiálně rozpuštěna (po vystoupení Jamajky v roce 1961 a vyhlášení nezávislosti Trinidadu a Tobaga v roce 1962).
V roce 1967 byla v souvislosti s připravovanou nezávislostí navržena vlajka budoucího státu. Vlajka nebyla nikdy přijata, dle některých zdrojů však přijata byla, a to 1. června 1967. Vlajku tvořil list se třemi vodorovnými pruhy: zeleným, žlutým a modrým. Uprostřed žlutého pruhu byla v bílém, modře lemovaném kosočtverci (o výšce pruhu) umístěna větvička zelené rostliny s červenými plody (Není obrázek).
27. října 1969 získal ostrov status přidruženého státu Spojeného království. Známka, vydaná při této příležitosti poštovním úřadem Svatého Vincence, zobrazovala tmavě modrý list s uprostřed umístěným státním znakem z roku 1912. Ani tato vlajka nebyla přijata, ani užívána (Není obrázek). Nadále se užívala vlajka z roku 1907, která se 27. října 1975 stala oficiální vlajkou na moři a neoficiální národní vlajkou na souši (o poměru stran 3:5).
27. října 1979 byla pod názvem Svatý Vincenc a Grenadiny vyhlášena nezávislost (v rámci britského Commonwealthu). Vlajkou se stal list s pěti svislými pruhy v poměru šířek 10:1:11:1:10 (modrý, bílý, žlutý, bílý a zelený). Uprostřed byl umístěn emblém z tmavě zeleného listu chlebovníku se světle zelenou žilnatinou a bílými odlesky na okrajích, jevícími se jako neúplný lem. Přes list je položen státní znak z roku 1912. Celý emblém má výšku 3/4 šířky a šířku 1/2 šířky vlajky. Poměr stran vlajky je 4:7. Symbolika barev vlajky byla vykládána následovně: modrá symbolizuje oblohu a Karibské moře, žlutá teplo a tropické slunce, zelená úrodnou vegetaci a bílá čistotu.
V červnu 1984 zvítězila nad dosud vládnoucí Dělnickou stranou opoziční Nová demokratická strana. Od března 1985 se začala užívat totožná vlajka, ale bez bílých svislých pruhů. Zároveň byla vypsána soutěž na novou vlajku.

Vlajka Spojeného království Svatého Vincence (1783–1801) Poměr stran: 3:5
Vlajka Spojeného království Svatého Vincence (1801–1877) Poměr stran: 1:2
Vlajka vrchního guvernéra Návětrných ostrovů (1886–1903) Poměr stran: 1:2
Vlajka Sv. Vincence a Grenadin (1877–1907) Poměr stran: 1:2
Vlajka vrchního guvernéra Návětrných ostrovů (1903–1953) Poměr stran: 1:2
Vlajka Sv. Vincence a Grenadin (1907–1979) Poměr stran: 1:2
Vlajka vrchního guvernéra Návětrných ostrovů (1953–1960) Poměr stran: 1:2
Vlajka Západoindické federace (1958–1962) Poměr stran: 1:2
Vlajka Sv. Vincence a Grenadin (1979–1985) Poměr stran: 4:7
Vlajka Sv. Vincence a Grenadin (1985) Poměr stran: 4:7

## Commonwealth
Svatý Vincenc a Grenadiny je členem Commonwealthu (který užívá vlastní vlajku) a zároveň je hlavou státu britský panovník (Commonwealth realm), kterého zastupuje generální guvernér (viz seznam vlajek britských guvernérů).
V roce 1960 byla navržena osobní vlajka Alžběty II., určená pro reprezentaci královny v její roli hlavy Commonwealthu na územích, ve kterých neměla jedinečnou vlajku – to byl i případ Svatého Vincence a Grenadin (viz seznam vlajek Alžběty II.).
Vlajka generálního guvernéra Svatého Vincence a Grenadin je tvořena tmavě modrým listem o poměru stran 1:2 se standardním emblémem britského lva stojícího na královské koruně. Pod emblémem je na žluté stuze nápis ST VINCENT & THE GRENADINES (oproti zdroji jsou na vyobrazené vlajce místo znaku & anglická písmena AND). Jedná se o obligátní vlajku, která je s příslušným názvem na stuze užívána i generálními guvernéry jiných členů Commonwealthu.

Osobní vlajka královny Alžběty II. (1960–2022) Poměr stran: 1:1
Vlajka generálního guvernéra Svatého Vincence a Grenadin Poměr stran: 1:2

## Vlajky ostrovů
Svatý Vincenc a Grenadiny se správně dělí na 6 farností (parishes). Farnosti neužívají vlastní vlajky.
Grenadiny se rozkládají na 32 ostrovech (některé jsou v soukromém vlastnictví). Vlastní, ale neoficiální vlajku užívá pouze největší z ostrovů: Bequia. Jeho vlajku tvoří bílý list o poměru stran 2:3, jenž je po obvodu lemován bílým a černým proužkem. V listu je umístěna stylizovaná velryba v černé barvě. V horním cípu je černý nápis Bequia a v dolním tři černé vlnky. (není obrázek)